# 栗原百寿
栗原 百寿（くりはら はくじゅ、1910年12月26日 - 1955年5月24日）は、日本の農業経済学者。茨城県東茨城郡石塚町（現在の城里町）出身。

## 生涯
医者の長男として生まれ、家業を継ぐために水戸中学校から水戸高等学校へ進む。1931年に同校理科乙類を卒業するが、医学部へは進まず、東北帝国大学法文学部に進学する。大学時代は歴史哲学を学び、宇野弘蔵、新明正道らの講義を聴講していた。卒業論文は｢ジョン・スチュアート・ミルの思想史的研究」。1937年に大学を卒業、直後に人民戦線事件で検挙される。
1939年、帝国農会へ就職するが、1942年12月に再び治安維持法違反容疑で逮捕される。戦後は農林省統計調査局調査室嘱託などを経て、1953年に拓殖大学政経学部教授となる。
マルクス経済学の視点から、日本の農業問題の分析を進め、「栗原理論」と称される独自の理論を構築した。
1952年 、「日本農業の基礎構造」により東北大学から経済学博士の学位を授与される。 
福島大学教授で経済史家の栗原るみは娘。

## 著書
- 『日本農業の基礎構造』中央公論社、1943年。
  - 『日本農業の基礎構造』中央公論社、1948年。
- 『農村インフレと農業恐慌』八雲書店、1948年。
- 『日本農業の発展構造』日本評論社、1949年。
- 『農業危機の成立と發展 : 日露戰争から昭和大恐慌前まで 上』白日書院〈日本帝國主義講座 第1期（1905-31年）〉、1949年。
- 『農業危機の成立と發展 : 日露戰争から昭和大恐慌前まで 下』白日書院〈日本帝國主義講座 第1期（1905-31年）〉、1949年。
- 『現代日本農業論 日本農業の構造的変化』中央公論社、1951年。
  - 『現代日本農業論 日本農業の構造的変化』中央公論社、1951年。
  - 『現代日本農業論 : 日本農業の構造的変化 上』青木書店〈青木文庫〉、1961年。
  - 『現代日本農業論 : 日本農業の構造的変化 下』青木書店〈青木文庫〉、1961年。
- 『イギリス農業における小農地設定政策の諸問題 歴史的概観』農政調査会、1953年。
- 『農業団体に生きた人々』農民教育協会、1953年。
- 『香川農民運動史の構造的研究』農民教育協会農民運動史研究会〈農民運動史研究資料 第8集〉、1955年。
- 『農業問題入門』有斐閣、1955年。　
  - 『農業問題入門』青木書店〈青木文庫〉、1969年。
- 『人物農業団体史』新評論社〈農村新書〉、1956年。
- 『農業恐慌論』青木書店〈青木文庫〉、1956年。
- 『農業問題の基礎理論』時潮社、1956年。
- 『栗原百寿著作集』全10巻（校倉書房，1974-1988年）
  - 1巻 日本農業の基礎構造
  - 2巻 日本農業の発展構造
  - 3巻 農業危機と農業恐慌
  - 4巻 現代日本農業論
  - 5巻 農業団体論
  - 6巻 農民運動史 上
  - 7巻 農民運動史 下
  - 8巻 農業問題の基礎理論
  - 9巻 農業問題入門
  - 10巻 哲学・思想・歴史論論集